# アブ・サリム刑務所

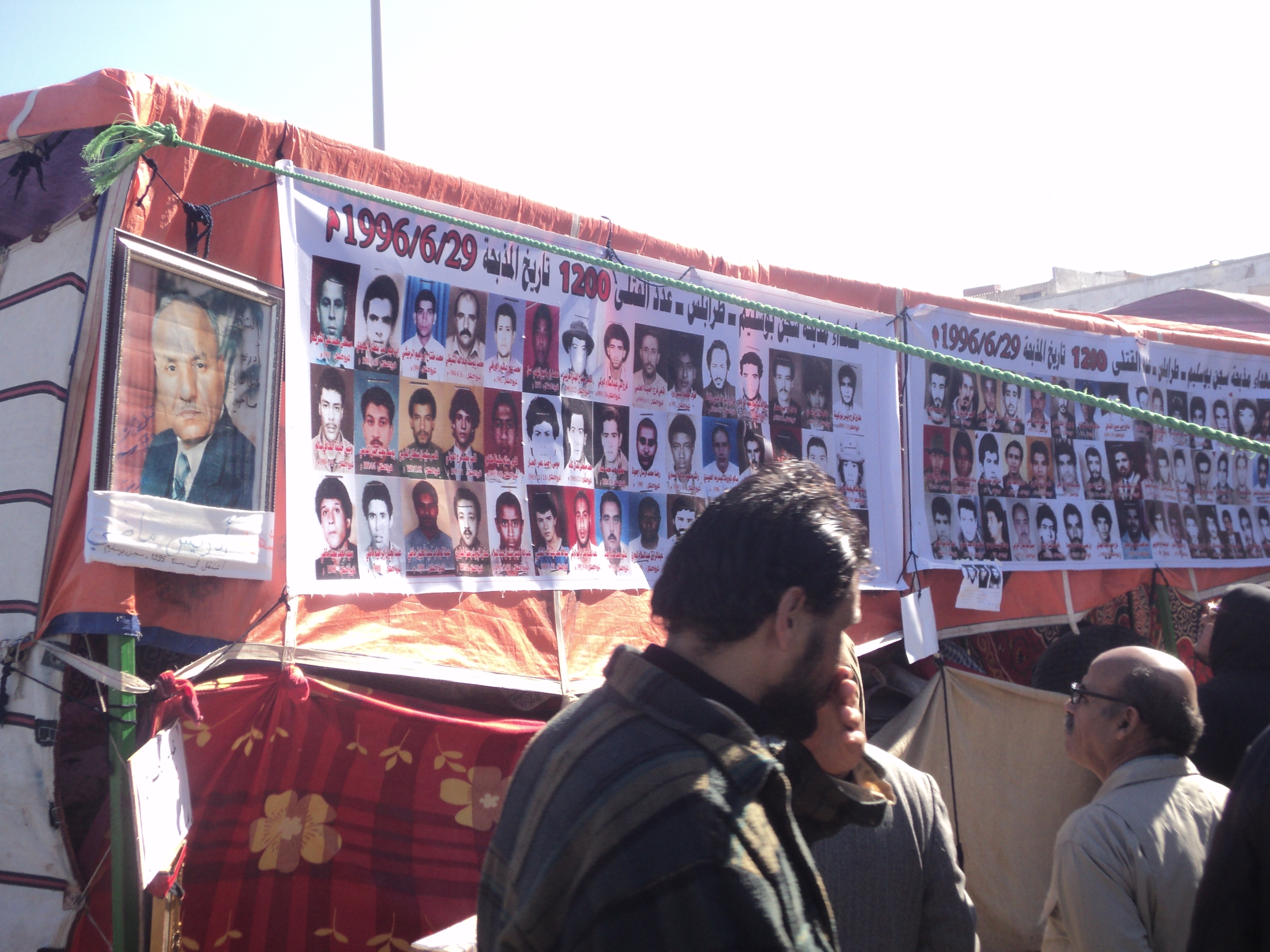
People at a Benghazi rally looking at the photos of victims of Abu Salim prison massacre (February 2011)

アブ・サリム刑務所（アブ・サリムけいむしょ、Abu Salim prison）は、リビア・トリポリに設置されている刑務所。
1996年、劣悪な環境の改善を求め受刑者らが暴動を起こし、多数の受刑者が虐殺されて、遺族たちが始めた抗議デモが拡大して2011年リビア内戦になった。